# پسران دریا
پسران دریا (انگلیسی: Sons of the Sea) فیلمی در ژانر درام محصول سال ۱۹۳۹ بریتانیا است که توسط موریس الویس تهیه شده و با بازیگری لسلی بانکک، کای والش، مکنزی ود و سیسیل پارکر.

## خلاصه داستان
مکان فیلم بریتانیای سال ۱۹۳۹ است. رئیس دانشکده نیروی دریایی شهر دورتموث به قتل می‌رسد. جانشین او، کاپیتان هاید، معتقد است که او ترور شده است. او به زودی متوجه می‌شود که هر دو سازمان اطلاعات انگلیس و خارجی در ترور او دست دارند.

## بازیگران و نقش آن‌ها
- لسلی بانک‌ها به عنوان کاپیتان هاید
- کای والش به عنوان آلیسون دیوار
- مکزی وارد به عنوان نیوتون هالز
- سیسیل پارکر به عنوان فرمانده هربرت
- سیمون فقیر به عنوان فیلیپ هید
- الن پولاک به عنوان مارگارت هالز
- پیتر شاو به عنوان جان استریپت
- نیگل سهام به عنوان رود
- کناستون ریوز به عنوان پروفسور دوار
- چارلز ایتون به عنوان فرمانده کل قوا

## تولید
تولید فیلم در تابستان ۱۹۳۹، درست قبل از شروع جنگ جهانی دوم، کلید خورد. در آن زمان فیلم تمام رنگی غیرعادی بود. این فیلم تنها فیلم رنگی با تکنولوژی دوفای کالر بود.
فیلم در سال ۲۰۰۵ بازسازی و در تلویزیون بی‌بی‌سی نشان داده شد.

## پذیرش
پسران دریا نخستین بار در ۱۱ مارس ۱۹۴۰ در سینمایی که تازه در خیابان ۲۴۱ آکسفورد افتتاح شده بود با حضور لسلی بانکز ستاره اصلی فیلم به نمایش درآمد.